# Contea di Wilkin
La contea di Wilkin in inglese Wilkin County è una contea dello Stato del Minnesota, negli Stati Uniti. La popolazione al censimento del 2000 era di 7 138 abitanti. Il capoluogo di contea è Breckenridge